# Lenna (Włochy)
Lenna – miejscowość i gmina we Włoszech, w regionie Lombardia, w prowincji Bergamo.
Według danych na styczeń 2009 gminę zamieszkiwały 654 osoby przy gęstości zaludnienia 50,8 os./1 km².